# NGC 5226
NGC 5226 је спирална галаксија у сазвежђу Девица која се налази на NGC листи објеката дубоког неба.
Деклинација објекта је + 13° 55' 17" а ректасцензија 13h 35m 3,6s. Привидна величина (магнитуда) објекта NGC 5226 износи 15,8 а фотографска магнитуда 16,6.